# Frejlev Dyssekammer

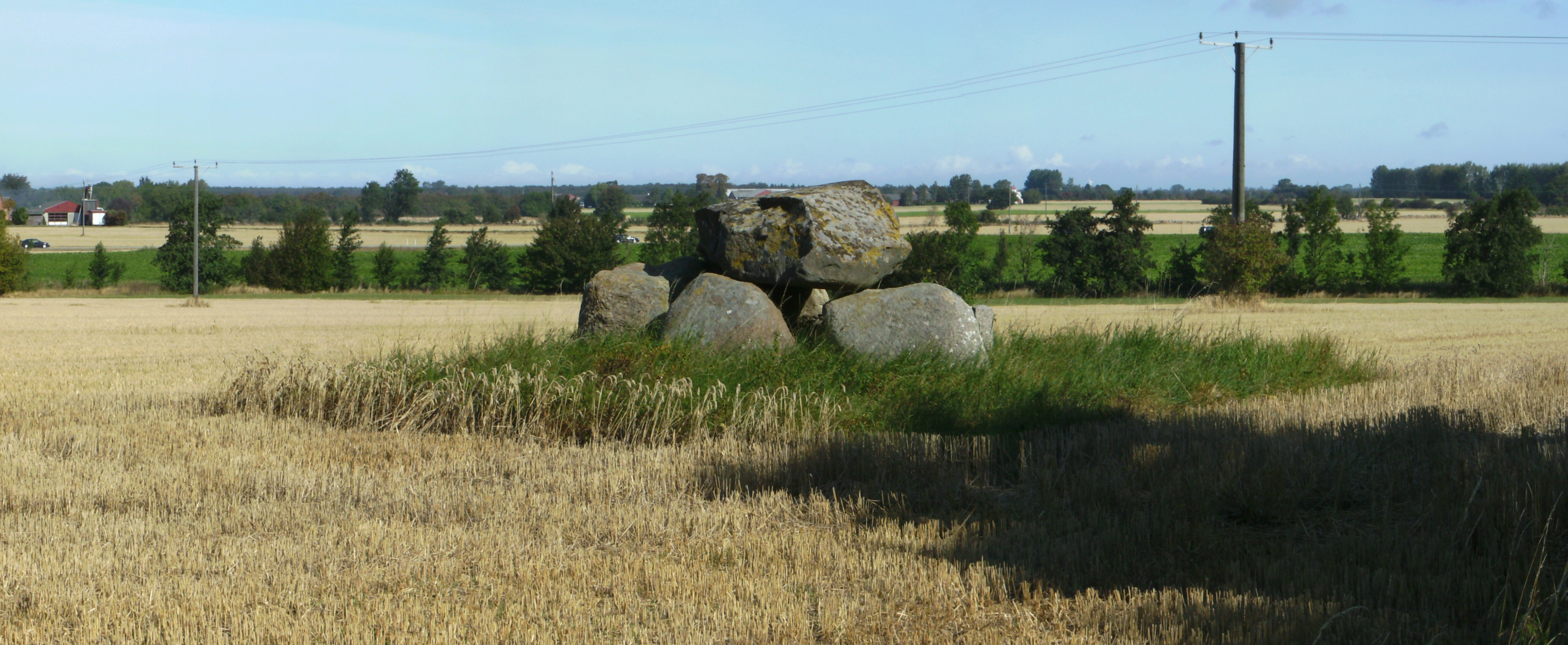
Frejlev Dyssekammer

Die Frejlev Dyssekammer (auch Frejlev genannt) ist ein Ganggrabrest. Er liegt am Kettingevej in Frejlev, östlich von Kettinge bei Maribo in der Guldborgsund Kommune auf der Insel Lolland in Dänemark. Das Ganggrab stammt aus der Jungsteinzeit etwa 3500–2800 v. Chr. und ist eine Megalithanlage der Trichterbecherkultur (TBK).
Die Reste des West-Ost orientierten Ganggrabes bestehen aus dem Westteil der Kammer. Die größte innere Kammerbreite beträgt etwa 2,5 m, die erhaltene Länge etwa 2,75 m. Erhalten sind vier Tragsteine und ein Deckstein. In der Kammer liegen flache rote Sandsteinfliesen (Reste von Zwischenmauerwerk). Es gibt weißlichen patinierten Feuerstein im Boden um die Kammer aber keine Hügelreste.

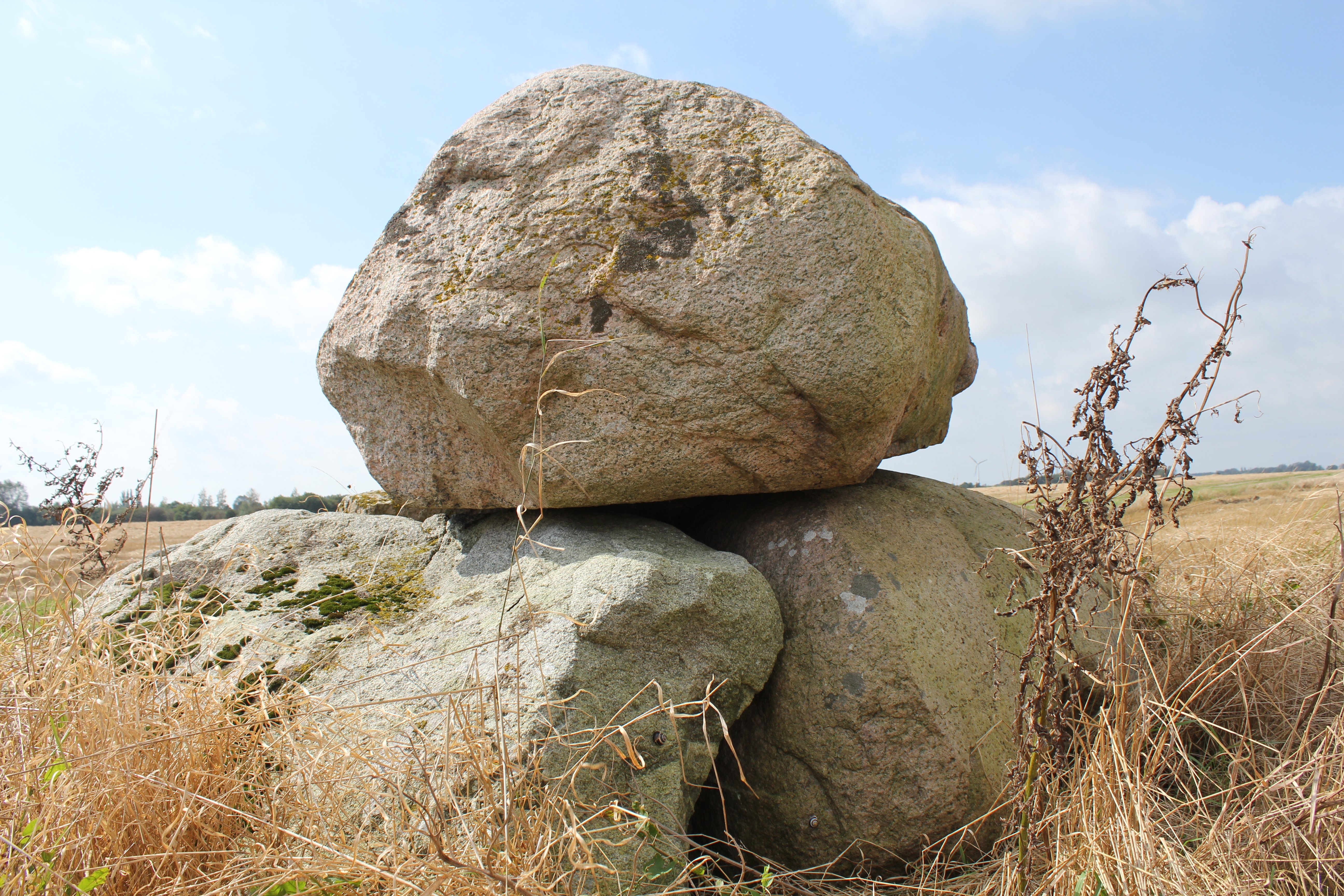
Råhøj

In der Nähe liegt der seit 1933 unter Schutz gestellte Råhøj.